# Brahima Ouattara
Brahima Ouattara (* 23. November 2002 in Koko) ist ein ivorischer Fußballspieler.

## Karriere
Ouattara begann seine Laufbahn in seinem Heimatland beim Erstligisten RC Abidjan. In der COVID-bedingt abgebrochenen Saison 2019/20 gewann die Mannschaft die ivorische Meisterschaft. Anfang 2021 wechselte der Mittelfeldspieler nach Frankreich zum OGC Nizza, kurz darauf wurde er jedoch an den Schweizer Erstligisten FC Lausanne-Sport verliehen. Im Februar 2021 gab er bei der 2:4-Niederlage gegen den BSC Young Boys sein Debüt für Lausanne in der Super League, als er in der 40. Minute für Pedro Brazão eingewechselt wurde. Bis Saisonende bestritt er insgesamt sechs Partien in der höchsten Schweizer Spielklasse und schoss dabei ein Tor. In der Saison 2021/22 waren es 31 von 36 möglichen Ligaspielen, in denen er vier Tore schoss, sowie vier Pokalspiele.
Ohne zuvor ein Spiel für Nizza bestritten zu haben, wechselte er Ende August 2022 zum in der Challenge League, der zweithöchsten Schweizer Liga, spielenden Neuchâtel Xamax. Ouattara bestritt 11 von 14 möglichen Ligaspielen, in denen er drei Tore schoss, und ein Pokalspiel bis zur Unterbrechung des Spielbetriebes infolge der Weltmeisterschaft in Katar. Zum Wiederbeginn des Trainings Anfang Januar 2023 erschien er nicht. Darauf löste der Verein des Vertrag Mitte Januar 2023 auf. Darauf kehrte er zu Racing Club d’Abidjan in der Elfenbeinküste zurück. Am Saisonende wechselte er zu FK Auda nach Lettland. Hier stand er nur in drei Spielen auf dem Platz, schoss aber zwei Tore. Anfang 2024 spielte Ouattara für einen Monat beim Drittligisten Hailstorm FC in den USA. Ab März 2024 war er dann zunächst vereinslos. Seit Oktober 2024 steht er bei United FC in den Vereinigten Arabischen Emiraten unter Vertrag.